# باقرآباد چهگواری
باقرآباد چهگواری، روستایی در دهستان ناصریه بخش ناصریه شهرستان گنبکی در استان کرمان ایران است.

## جمعیت
بر پایه سرشماری عمومی نفوس و مسکن در سال ۱۳۹۵، جمعیت این روستا برابر با ۶۷ نفر (۱۵ خانوار) بوده است.